# Mareuil-sur-Arnon

Mareuil-sur-Arnon este o comună în departamentul Cher, Franța. În 1 ianuarie 2022 avea o populație de 476 de locuitori.